# P. T. Usha
P. T. Usha (Pilavullakandi Thekkeparambil Usha; * 27. Juni 1964 in Payyoli, Kozhikode, Kerala) ist eine ehemalige indische Leichtathletin, die als Sprinterin viermal Asienmeisterin wurde. Während ihrer aktiven Zeit als Sprinterin wurde sie von ihren Fans Payyoli Express, Udanpari oder auch Golden Girl genannt.

## Karriere
P. Thekkeparambil Usha begann schon als junge Schülerin mit dem Sprint. 1976 wurde von der Bezirksregierung Kerala eine Sportschule in Kannur errichtet, die von O. M. Nambiar trainiert wurde. Usha wurde in die 40-köpfige Riege aufgenommen. 1979 nahm sie an den nationalen Schülermeisterschaften teil. Sie gewann ihr Einzelrennen und so die Aufmerksamkeit Nambiars, der sie als Trainer durch ihre gesamte Karriere begleitete.
Den ersten internationalen Auftritt hatte Usha 1980 bei einem internationalen Sportfest in Karatschi, Pakistan, bei dem sie vier Siege feiern konnte. Im gleichen Jahr nahm sie an den Olympischen Sommerspielen 1980 in Moskau teil. Sie trat über 100 und 200 m an, schied jedoch als 6. bzw. 7. ihrer Vorläufe schon früh aus. 1982 gewann sie beim World Junior Invitation Meeting in Seoul (dem Vorläufer der Leichtathletik-Juniorenweltmeisterschaften) das 200-Meter-Rennen und holte über 100 m eine Bronzemedaille. Bei den Asienspielen in Neu-Delhi gewann sie Silbermedaillen über 100 und 200 m.
Bei den Olympischen Sommerspielen 1984 in Los Angeles zeigte sich P. T. Usha verbessert. Über 400 Meter Hürden kam sie problemlos ins Finale. Hier belegte sie Platz 4 und verpasste mit 55,42 s nur um 1/100 Sekunde eine Medaille. Es wäre die erste indische Olympiamedaille in der Leichtathletik gewesen. Die Zeit bedeutete zudem Asienrekord, der auch noch heute gültig ist. Auch mit der 400-Meter-Staffel erreichte sie das olympische Finale. Das Quartett belegte schließlich den 7. Platz.
1985 und 1986 waren P. T. Ushas erfolgreichste Jahre. 1985 triumphierte sie fünfmal beim Leichtathletikmeeting in Djakarta, Indonesien. Dies ist bis heute die höchste Anzahl an Siegen eines Athleten bei einer internationalen Sportveranstaltung. Bei den Asienspielen ein Jahr später in Seoul konnte sie vier Goldmedaillen (200 m, 400 m, 400 m Hürden, 4 × 400 m) und eine Silbermedaille (100 m) gewinnen. Ihr WM-Debüt gab Usha bei den Leichtathletik-Weltmeisterschaften 1987 in Rom. Sie trat über 400 Meter Hürden an, schied aber als 6. ihres Halbfinallaufs aus.
Bei den Olympischen Sommerspielen 1988 in Seoul war Usha durch eine Fersenverletzung gehandicapt. Trotzdem trat sie für ihr Land über 400 m Hürden an, schied aber mit einer für sie indiskutablen Zeit von 59,55 s schon im Vorlauf aus. Ein Jahr später lief sie auf einem internationalen Meeting in Neu-Delhi wieder zur Hochform auf, gewann vier Rennen und wurde zweimal Zweite. Usha trug sich mit Rücktrittsgedanken, wurde jedoch zur Teilnahme an den Asienspielen 1990 in Peking überredet, bei denen sie drei Silbermedaillen gewann.
1991 heiratete die Sprinterin V. Srinivasan und nahm sich eine Auszeit. Im folgenden Jahr wurde Sohn Ujjwal geboren. 1994 gab sie ihr überraschendes Comeback bei den Asienspielen und verhalf der 400-Meter-Staffel zu einer weiteren Silbermedaille. Ein letzter Höhepunkt sollten die Olympischen Sommerspiele 1996 in Atlanta werden, doch sie wurde nicht eingesetzt. 2000 trat sie vom Leistungssport zurück.

## Nach der Karriere
P. T. Usha, die eine Ausbildung bei einer Eisenbahngesellschaft als Beamtin abgeschlossen hat, arbeitet heute als Trainerin. Sie leitet in Kerala eine Trainingsakademie für junge Athleten.

## Auszeichnungen
- Arjuna Award 1984 (indischer Nationalpreis)
- Padma Shri 1984 (Auszeichnung der indischen Regierung)
- Goldener Schuh von Adidas 1986 für die beste Athletin der Asienspiele von Seoul
- Kerala Sports Journalists Award 1999

## Bestzeiten
- 100 Meter: 11,39 s (26. September 1985 in Djakarta)
- 200 Meter: 23,25 s (13. September 1999 in Lucknow)
- 400 Meter: 51,61 s (6. Oktober 1985 in Canberra)
- 400 Meter Hürden: 55,42 s (8. August 1984 in Los Angeles)[2]